# Zamurze (Oblęgór)
Zamurze – część wsi Oblęgór w Polsce położona w województwie świętokrzyskim, w powiecie kieleckim, w gminie Strawczyn.
W latach 1975–1998 Zamurze administracyjnie należało do województwa kieleckiego.